# Nhà nguyện Thánh Rosalie ở Košice
Nhà nguyện Thánh Rosalie ở Košice (tiếng Slovakia: Kaplnka svätej Rozálie v Košice) là một nhà nguyện nằm bên trong một nghĩa trang tên là Rozália, tọa lạc ở phía bắc của thành phố Košice, Slovakia. Vào ngày 16 tháng 10 năm 1963, nhà nguyện này được ghi danh vào Danh sách Di tích Trung ương theo quyết định của Bộ Văn hóa Cộng hòa Slovakia.

## Lịch sử
Nhà nguyện Thánh Rosalie ở Košice được xây dựng trong hai năm 1714 và 1715 theo phong cách kiến trúc Baroque. Ngôi nhà nguyện này được dựng lên nhằm tưởng niệm sự kiện bệnh dịch hạch đã tấn công thành phố trong các năm trước đó, cụ thể là từ năm 1707 đến năm 1711. T. Tornyossy và J. Goresch đảm nhiệm việc xây dựng nhà nguyện. Họ cũng hợp tác với nhà điêu khắc J. E. Widman. Nội thất của nhà nguyện được trùng tu và bổ sung vào năm 1898, công việc phục hồi này do Ján Balogh thực hiện. Ngày nay, nhà nguyện được sử dụng chủ yếu làm nơi cử hành tang lễ. Ngoài ra, vào ngày Lễ Các Thánh, một thánh lễ được tổ chức ở đây để cầu nguyện cho linh hồn những người đã mất.

## Miêu tả
Ở mặt phía tây của nhà nguyện có một tháp chuông thấp. Bên trong nhà nguyện có một bàn thờ chính, các bức tranh của Thánh Svorad, Thánh Beňadik và Thánh Rosalie. Một số tác phẩm điêu khắc và một số đồ vật khác đã được bảo tồn từ nội thất ban đầu của nhà nguyện. Bức tranh trần của nhà nguyện mô tả Thiên Chúa bảo vệ Trái Đất.